# هالیالا (استونی)
هالیالا (استونیایی: Haljala) یک منطقه مسکونی در شهرستان لنه-ویرو، استونی است. هالیالا در سال ۲۰۱۱ میلادی ۱۰۸۴ نفر جمعیت داشته.